# Uzuntala (Qax)
Uzuntala è un comune dell'Azerbaigian situato nel distretto di Qax. Conta una popolazione di 122 abitanti.